# Literatura polska – pozytywizm

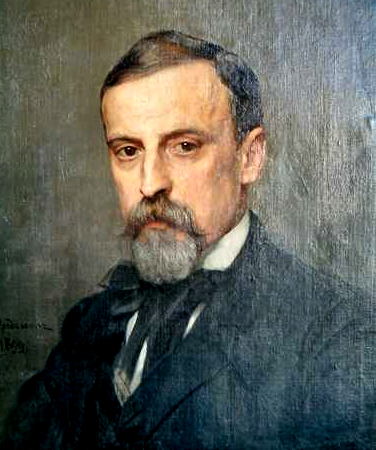
Kazimierz Mordasewicz, Portret Henryka Sienkiewicza, 1899

Pozytywizm, pozytywizm warszawski – okres literacki i prąd literacki w historii literatury polskiej obejmujący twórczość wychowanków Szkoły Głównej Warszawskiej, pokolenia dorastającego w latach powstania styczniowego (1863–1864), rozwijającego działalność literacką po jego upadku i w granicach Królestwa Polskiego; późna faza twórczości pozytywistów (po 1881) współistniała z wczesną fazą twórczości pisarzy Młodej Polski.

## Ramy czasowe
Ramy czasowe pozytywizmu w polskiej literaturze, podobnie jak ramy czasowe wielu innych epok literackich, są tylko umowne. O ile data początkowa tej epoki raczej nie budzi wątpliwości – jest to data upadku powstania styczniowego, a co za tym idzie ideałów romantyzmu – o tyle data końcowa wywołuje pewne kontrowersje. Wiele dzieł zaliczanych do literatury pozytywizmu powstało po roku 1891, który jest uważany za umowny początek Młodej Polski. Można więc przyjąć, że pozytywizm i Młoda Polska w literaturze współistniały ze sobą niemal do końca XIX wieku, jeśli nie dłużej. Nie należy też zapominać, że przez cały okres pozytywizmu nie słabła aktywność przedstawicieli „starszego” pokolenia, których twórczość zalicza się do literatury romantyzmu. Byli to między innymi Józef Ignacy Kraszewski, który w okresie pozytywizmu pisał i wydawał swój cykl powieści historycznych, Teodor Tomasz Jeż, autor m.in. powieści Uskoki i Narzeczona Harambaszy, oraz Zygmunt Kaczkowski, który jako autor powieści historycznych usiłował rywalizować z Sienkiewiczem i który w 1889 wydał powieść Olbrachtowi rycerze.

## Początki pozytywizmu na ziemiach polskich
Klęska powstania styczniowego była też klęską ideałów, którymi legitymowała się polska literatura romantyczna. Przedstawiciele młodego pokolenia winą za przegraną walkę i późniejsze represje ze strony zaborców obarczali romantyczną poezję, która zachęcając do walki, doprowadziła do tragedii. Równocześnie z Zachodu docierać zaczęły na ziemie polskie nowe prądy filozoficzno-artystyczne, sformułowane przez takich filozofów i myślicieli jak Auguste Comte, John Stuart Mill, Herbert Spencer czy Hippolyte Taine.
Poglądy te zyskiwały coraz więcej zwolenników na ziemiach polskich. Pod koniec lat sześćdziesiątych dziewiętnastego wieku doszło do ukształtowania się programu polskich pozytywistów. Opierał się on na czterech głównych zasadach:
- pracy organicznej, czyli dążeniu do rozwoju gospodarczego ziem polskich, mającego wzmocnić pozycję i znaczenie narodu polskiego;
- pracy u podstaw, dążeniu do szerzenia oświaty, zwłaszcza wśród warstw najuboższych, w celu podniesienia poziomu ich życia oraz zwiększenia ich świadomości narodowej w walce z rusyfikacją i germanizacją stosowanymi przez zaborców;
- asymilacji Żydów i innych mniejszości narodowych, czyli zwiększeniu tolerancji wobec innych narodów zamieszkujących ziemie polskie umożliwiające im asymilację z Polakami;
- emancypacji kobiet, dążeniu do równouprawnienia kobiet w polskim społeczeństwie.

Pozytywiści odrzucali walkę z zaborcami na drodze rewolucyjnej jako nieefektywną i przynoszącą większe szkody niż korzyści. Swoje cele chcieli realizować w ramach prawa obowiązującego w państwach zaborczych.
Kiedy w 1871 roku Aleksander Świętochowski na łamach „Przeglądu Tygodniowego” opublikował artykuł „My i Wy”, w którym wyłożył program polskiego pozytywizmu, doszło do sporu między zwolennikami nowych prądów („Młodymi”) a konserwatystami popierającymi idee romantyzmu („Starymi”). Konserwatyści zarzucali pozytywistom brak patriotyzmu i osłabianie ducha narodowego przez odrzucenie walki zbrojnej. Z kolei „Młodzi” uważali, że powstanie w tych warunkach nie ma szans powodzenia i że najpierw należy wzmocnić społeczeństwo poprzez podniesienie poziomu jego życia. Swoje poglądy opierali na trzech prądach filozoficznych – scjentyzmie, ewolucjonizmie i utylitaryzmie.
Według koncepcji pozytywistycznej literatura miała mieć charakter użytkowy – być środkiem przekazywania programu pozytywistycznego. Spowodowało to wzrost znaczenia prozy jako czynnika kształtującego społeczeństwo, gdyż gatunki epickie stanowią lepsze narzędzie do wyrażania pozytywistycznych idei niż gatunki liryczne. Poezja w tym okresie odgrywała mniejszą rolę, z jednej strony dlatego, że była mniej przydatna w realizacji haseł pozytywistycznych, a z drugiej, że była główną formą stosowaną przez zwalczaną literaturę romantyczną.

## Proza

### Twórczość Bolesława Prusa
Z epoką pozytywizmu w polskiej literaturze nieodłącznie wiąże się osoba Bolesława Prusa (Aleksander Głowacki). Debiutował jako dziennikarz i felietonista na łamach popularnej prasy (m.in. „Kroniki”). Z czasem jednak dał się poznać jako wybitny twórca literatury pięknej. Początkowo pisał nowele, w których z czasem osiągnął mistrzostwo. Bohaterami jego nowel są najczęściej ludzie prości i skrzywdzeni, często padający ofiarami przesądów. Utwory są wzbogacone wnikliwym studium psychologicznym bohaterów. Do najbardziej znanych utworów należą: Katarynka, Kamizelka, Powracająca fala, Antek, Milknące głosy, Nawrócony, Z legend dawnego Egiptu, Sen, Pałac i Rudera.
Jako powieściopisarz w 1880 roku debiutował powieścią Anielka, w której stworzył znakomity portret psychologiczny dziewczynki na tle dramatycznych wypadków związanych z uwłaszczeniem chłopów i upadkiem tradycyjnych majątków szlacheckich. W 1885 roku opublikował jedną z pierwszych polskich powieści naturalistycznych pt. Placówka, opisującą dzieje typowej chłopskiej rodziny i jej konflikt z niemieckimi kolonizatorami.
Za najwybitniejsze jednak uchodzą jego wielkie powieści. Lalka to monumentalna panorama ukazująca polskie społeczeństwo drugiej połowy XIX wieku. Głównym wątkiem jest miłość kupca pochodzenia szlacheckiego Stanisława Wokulskiego do pięknej arystokratki Izabeli Łęckiej. W 1894 roku Prus publikuje Emancypantki, powieść opisującą problem emancypacji kobiet, a w 1897 powieść historyczną Faraon, której akcja toczy się w starożytnym Egipcie i która ujawnia kulisy władzy. Pod koniec życia wydaje powieść Dzieci, w której poddaje krytyce rewolucję jako lekarstwo na zło świata.

### Twórczość Henryka Sienkiewicza
Henryk Sienkiewicz to drugi wybitny pisarz epoki pozytywizmu. Początkowo zasłynął jako dziennikarz i autor cyklu reportaży z zagranicznych wędrówek pt. Listy z podróży do Ameryki oraz Listy z Afryki.
W 1872 roku opublikował powieść Na marne, jednak podobnie jak większość twórców tego okresu początkową sławę zyskał jako nowelista. Do początkowych nowel należą Szkice węglem ukazujące obraz polskiego chłopa wyzyskiwanego przez dwór, Kościół i urzędników carskich oraz mała trylogia utrzymana w konwencji gawędy szlacheckiej, na którą składają się takie utwory jak Stary sługa, Hania i Selim Mirza. Następne nowele, które ugruntowały jego pozycję, to m.in. Bartek Zwycięzca, Jamioł i Janko Muzykant (o ciężkiej doli polskich chłopów), Z pamiętnika poznańskiego nauczyciela (o polityce wynarodowiania stosowanej przez zaborców). Odrębne miejsce zajmuje Niewola tatarska, której akcja toczy się w XVII wieku, opiewająca heroiczną przeszłość Polaków.
Podróż do Ameryki zaowocowała takimi utworami jak Latarnik, Wspomnienie z Maripozy i Za chlebem (o polskiej emigracji ekonomicznej), Orso i Sachem (o losie rdzennych mieszkańców Ameryki)
Jednak osiągnięcia Sienkiewicza jako nowelisty zostały przyćmione jego sukcesami jako powieściopisarza. W 1884 roku została wydana jego powieść historyczna Ogniem i mieczem, której akcja toczy się w XVII wieku w okresie powstania Chmielnickiego. Mimo głosów krytyki okazała się sukcesem. Wkrótce też doczekała się kontynuacji. W roku 1885 wydany został Potop, a 1888 Pan Wołodyjowski ostatni tom trylogii, która według słów autora pisana była „ku pokrzepieniu serc”, czyli celem wzbudzenia w Polakach wiary w niespożyte siły narodu.
W późniejszym okresie Sienkiewicz stworzył dwie powieści o tematyce współczesnej (Bez dogmatu i Rodzina Połanieckich). W następnych zaś latach powieść Quo vadis, której akcja toczy się w Starożytnym Rzymie i opowiada o męczeństwie pierwszych chrześcijan, oraz Krzyżaków, powieść z dziejów średniowiecznej Polski, opisującą jej zmagania z Zakonem krzyżackim.
Do innych znaczących utworów pisarza zaliczyć można też powieść dla młodzieży W pustyni i w puszczy.
W 1905 roku jako pierwszy Polak otrzymał Literacką Nagrodę Nobla.

### Twórczość Elizy Orzeszkowej

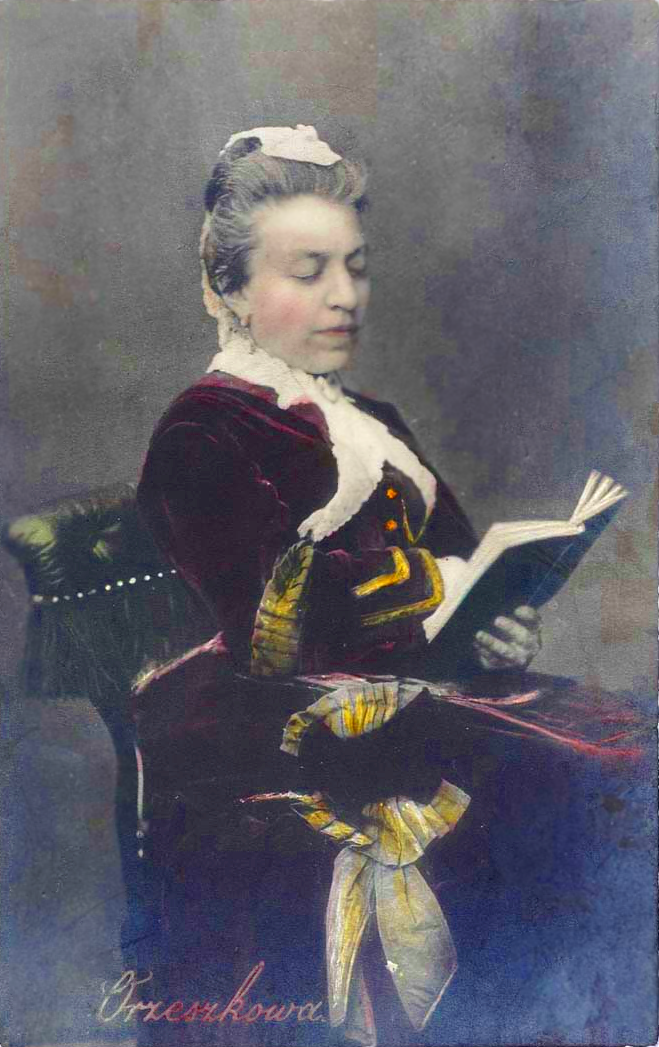
Eliza Orzeszkowa (1905)

Obok Prusa i Sienkiewicza trzecią wybitną propagatorką pozytywizmu była Eliza Orzeszkowa. Jej specjalnością była głównie literatura tendencyjna. W swoich utworach krytykowała bezproduktywne życie ziemiaństwa (Pamiętnik Wacławy, Pan Graba, Pompalińscy). W powieści Marta wyrażała sprzeciw wobec społecznego i ekonomicznego upośledzenia kobiet, zaś w powieści Meir Ezofowicz apelowała o integrację społeczności żydowskiej ze społeczeństwem polskim. W swojej najbardziej znanej powieści Nad Niemnem ukazuje epicki i wyidealizowany obraz ówczesnego życia ziemiańsko-szlacheckiego, w którym idea solidaryzmu ludu ze szlachtą łączy się z postulatem odrodzenia w młodym pokoleniu tradycji powstańczych z 1863 roku. Orzeszkowa jest też autorką zbioru opowiadań o powstaniu styczniowym pt. Gloria victis.

### Twórczość innych pisarzy okresu pozytywizmu
Oprócz wyżej wymienionych prozaików, na ziemiach polskich w tym okresie działało liczne grono wybitnych popularnych w swoim czasie pisarzy, których nazwiska są jednak współcześnie mniej pamiętane. Na terenie Galicji tworzyli tacy prozaicy jak Michał Bałucki, bardziej znany jako dramaturg, autor powieści Przebudzeni, Młodzi i starzy, Błyszczące nędze oraz Pańskie dziady. Znacznie bardziej znany i ceniony przez czytelników był Jan Lam, dziennikarz, felietonista oraz najwybitniejszy satyryk tego okresu. W swoich powieściach atakował biurokrację galicyjską oraz polityczną i moralną chwiejność tego regionu. Jego najbardziej znanymi dziełami były Wielki świat Capowic oraz Koroniarz w Galicji.
Do pomniejszych twórców zaliczać można Władysława Sabowskiego, Józefa Rogosza, Klemensa Junosza-Szaniawskiego oraz Mariana Gawalewicza.
Wybitnymi indywidualnościami byli Adam Krechowiecki i Teodor Jeske-Choiński, autor m.in. trylogii z czasów rewolucji francuskiej oraz licznych powieści historycznych: Tiara i korona, Gasnące słońce, O mitrę hospodarską, Ostatni Rzymianie.
Odrębne miejsce zajmowali pisarze reprezentujący naturalizm w polskiej literaturze. Najwybitniejszym twórcą z tego kręgu był Adolf Dygasiński, wybitny nowelista oraz wielbiciel polskiej przyrody, autor takich dzieł jak Wilk, psy i ludzie, Zając oraz Co się dzieje w gniazdach. W duchu naturalizmu pisali też Antoni Sygietyński (m.in. Na skałach Calvados) oraz Artur Gruszecki (m.in. Krety, Hutnik). W późniejszym okresie powieści naturalistyczne tworzyła też Gabriela Zapolska, która jednak sławę zyskała w okresie Młodej Polski jako autorka dramatów.
W dziedzinie twórczości dla dzieci i młodzieży wyróżnili się, oprócz wspomnianego wyżej Henryka Sienkiewicza, autora powieści W pustyni i w puszczy, Wiktor Gomulicki, autor powieści Wspomnienia niebieskiego mundurka, Jadwiga Łuszczewska, autorka słynnej powieści Panienka z okienka, Walery Przyborowski oraz najwybitniejsza Maria Konopnicka, autorka m.in. baśni O krasnoludkach i o sierotce Marysi. Konopnicka była też autorką licznych realistycznych nowel pisanych w duchu realizmu pozytywistycznego, m.in. Mendel Gdański, Nasza szkapa, Miłosierdzie gminy, Dym, Banasiowa i wiele innych.

## Poezja

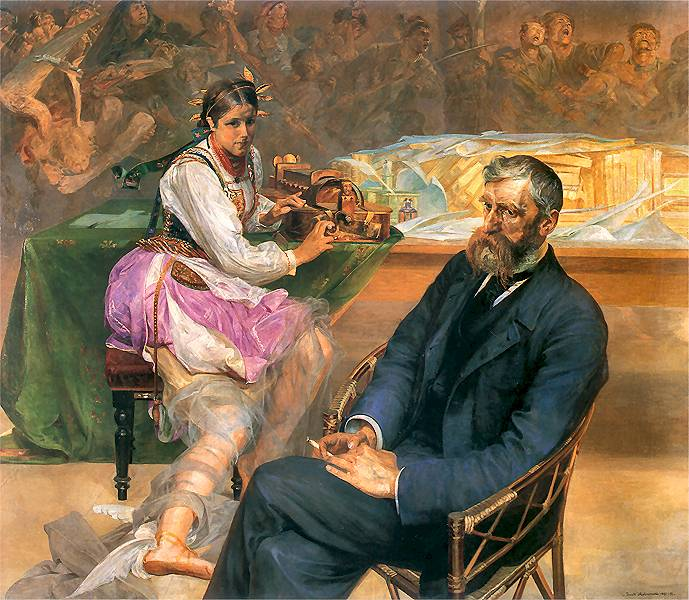
Jacek Malczewski, Portret Adama Asnyka z Muzą, 1895–1897

Sytuacja polskiej poezji w okresie pozytywizmu, jak wspomniano już powyżej, nie była najlepsza. Z jednej strony wiązało się to z niechęcią do roli jaką spełniała ona w okresie romantyzmu. Z drugiej strony liryka ze swej istoty nie nadawała się do realizowania haseł i celów, jakie przed literaturą stawiali pozytywiści.
Nie oznacza to jednak, że pozytywizm był całkiem pozbawiony poezji. Wśród ówczesnych poetów na czoło wysuwał się Adam Asnyk. Początkowy okres jego twórczości nawiązuje do tradycji romantycznej, podejmując próby rozrachunku z klęską powstania styczniowego, w którym autor sam aktywnie uczestniczył (m.in. utwory Podróżni w zatoce Baja, Pijąc Falerno). Z tego też okresu pochodzi wybitny poemat Sen grobów (1865). Jednak związki z romantyzmem nie przeszkodziły Asnykowi w zaaprobowaniu nowych ideałów i haseł pozytywistycznych. W wierszu Na Nowy Rok każe porzucić marzenia i budować przyszłość w oparciu o rozum i wolę. Podobne hasła zawierają kolejne wiersze: Do młodych, Dzisiejszym idealistom i inne. W 1894 Asnyk opublikował cykl sonetów Nad głębiami, w których podjął tematykę filozoficzną. Był również autorem wierszy miłosnych oraz piewcą uroków polskiej przyrody, zwłaszcza Podhala (W Tatrach).
Druga wielką indywidualnością w dziedzinie poezji była Maria Konopnicka, wspomniana wyżej z racji swojego dorobku nowelistycznego. W swoich wierszach podejmowała często tematykę społeczną, ukazując nędze polskiej wsi (m.in. Wolny najmita, Chłopskie serca, Szły zbierać kłosy) oraz miast (Jaś nie doczekał, W piwnicznej izbie). Obok problematyki społecznej częstym motywem twórczości poetyckiej Konopnickiej jest folklor (m.in. cykle Na fujarce, Z łąk i pól). Dużym osiągnięciem poetki jest utwór Pan Balcer w Brazylii o polskiej emigracji. Sławę przyniosły jej też utwory dla dzieci, takie jak baśń poetycka Na jagody (1903), O Janku Wędrowniczku oraz wspomniana wyżej baśń z pogranicza poezji i prozy O krasnoludkach i o sierotce Marysi (1896). Konopnicka tworzyła też lirykę patriotyczną, w tym słynną pieśń hymniczną Rotę, która była długo traktowana jako nieoficjalny hymn państwowy.
Adam Asnyk i Maria Konopnicka to najwybitniejsi poeci tego okresu. Inni twórcy tego okresu nie dorównywali im ani talentem, ani rozległością zainteresowań i tematów. Wśród nich wymienić jednak można takich twórców jak Felicjan Faleński, Wiktor Gomulicki, Włodzimierz Zagórski, Mikołaj Biernacki, Julian Ochorowicz, Czesław Jankowski, Maria Bartusówna i inni.

## Dramat
Epoka pozytywizmu w polskiej literaturze to okres rozwoju dramatu. Dramaty wtedy powstające w widoczny sposób nawiązywały do francuskiego dramatu mieszczańskiego. W dziełach tych często zacierały się różnicę między komedią i tragedią, a elementy komiczne i tragiczne łączyły się w utworze w jedną całość w imię realizmu. Dramat mieszczański z elementami satyrycznymi uprawiali m.in. Józef Narzymski (m.in. Epidemia, Pozytywni), Edward Lubowski (m.in. Nietoperze, Sąd honorowy, Kariery, Przesądy), Kazimierz Zalewski (m.in. Przed ślubem, Małżeństwo Apfel). Najwybitniejszymi komediopisarzami byli Michał Bałucki (m.in. Radcy pana radcy, Klub kawalerów, Grube ryby, Dom otwarty, Emancypowane) oraz Józef Franciszek Bliziński (m.in. Pan Damazy, Rozbitki). Dramatami zwanymi potocznie „książkowymi”, czyli do czytania, a nie do inscenizowania, zasłynął wybitny ideolog polskiego pozytywizmu Aleksander Świętochowski (m.in. trylogia Dusze nieśmiertelne). Wielu dramaturgów interesowała w tym okresie tematyka historyczna. Dramat historyczny uprawiali m.in. Józef Szujski (m.in. Halszka z Ostroga, Wallas, Królowa Jadwiga) oraz Adam Bełcikowski (m.in. Hunyady).

## Twórcy
Powieściopisarze okresu pozytywizmu:
- Eliza Orzeszkowa (1841-1910)
- Bolesław Prus (1847-1912)
- Maria Konopnicka (1842-1910)
- Adolf Dygasiński (1839-1902)
- Ludwika Godlewska (1863-1901)
- Wiktor Gomulicki (1848-1919)
- Maria Rodziewiczówna (1863-1944)
- Henryk Sienkiewicz (1846-1916), laureat Nagrody Nobla w dziedzinie literatury, w roku 1905
- Antoni Sygietyński (1850-1923)
- Aleksander Świętochowski (1849-1938)
- Gabriela Zapolska (1857-1921)
- Teodor Jeske-Choiński (1854-1920)

Poeci:
- Adam Asnyk (1838-1897)
- Maria Ilnicka (1825 lub 1827-1897)
- Felicjan Faleński (1825-1910)
- Aleksander Michaux (1839-1895)
- Wacław Rolicz-Lieder (1866-1912)

Dramaturdzy:
- Adam Asnyk (1838-1897)
- Michał Bałucki (1837-1901)
- Józef Franciszek Bliziński (1827-1893)
- Felicjan Faleński (1825-1910)
- Edward Lubowski (1837-1923)
- Józef Narzymski (1839-1872)
- Zygmunt Sarnecki (1837-1922)
- Józef Szujski (1835-1883)
- Aleksander Świętochowski (1849-1938)
- Kazimierz Zalewski (1849-1919)

Krytycy i teoretycy literatury:
- Piotr Chmielowski (1848-1904)
- Teodor Jeske-Choiński (1854-1920)